# KkStB 7 sorozat
A kkStB 7 sorozat egy gyorsvonati szerkocsisgőzmozdony-sorozat volt az  cs. kir. osztrák Államvasutaknál ( k.k. österreichischen Staatsbahnen], kkStB), amely mozdonyok eredetileg az Erzsébet császárné vasúttól (Kaiserin Elisabeth-Bahn], KEB) származtak.
A KEB ezt a nyolc db 1B tengelyelrendezésű  gyorsvonati mozdonyt 1879–1880-ban szerezte be a StEG mozdonygyárától (StEG 69 típus). A KEB a 6, 7, 13, 29, 30, 39, 46 és 207 pályaszámokat, továbbá a MELK, TRAISEN, PENZING,  SEITENSTETTEN, HAAG, KREMSMÜNSTER, FÜNFHAUS, GREIN neveket adta nekik.  A kkStB-től az államosításkor a 7.01-08 pályaszámokat kapták
Az első világháború után az összes 7 sorozatú mozdony az Osztrák Szövetségi Vasutakhoz Biundesbahnen Österreiche, BBÖ) került  megtartva sorozat és pályaszámát. 1929-ig selejtezték őket
Végezetül meg kell jegyezni, hogy a Galizischen Carl Ludwig-Bahn-tól származó kkStB 7.21-26 számokat viselő mozdonyokat 1904-ben a 107 sorozatra átszámozták.

## Fordítás
Ez a szócikk részben vagy egészben  a   kkStB 7 című német Wikipédia-szócikk fordításán alapul.  Az eredeti cikk szerkesztőit annak laptörténete sorolja fel. Ez a jelzés csupán a megfogalmazás eredetét és a szerzői jogokat jelzi, nem szolgál a cikkben szereplő információk forrásmegjelöléseként.